# Општина Вишеград
Општина Вишеград је општина у Републици Српској, БиХ. Сједиште општине Вишеград је у насељеном мјесту Вишеград. Општина лежи на обалама ријека Дрине и Рзава, и акумулационог језера хидроелектране Вишеград и Бајина Башта. У центру општине се налази ушће рјечице Рзав у Дрину.
Површина општине је 448 км². Просјечна надморска висина је 303 м. На попису становништва 2013. године Општина Вишеград је имала 10.118 становника према подацима Републичког завода за статистику, а према подацима Агенције за статистику Босне и Херцеговине 10.668.

## Географија
Општина заузима површину од 448 км². Општина Вишеград се граничи са општинама: Бајина Башта, Ужице, Рудо, Рогатица и Сребреница.
Налази се у источном дијелу Републике Српске, и Босне и Херцеговине и гранична је општина са Републиком Србијом, на магистралном правцу М5 Сарајево — Ужице. Путном комуникацијом преко Ужица повезан је са Београдом, преко Рогатице са западним дијеловима БиХ, а преко Фоче са Јадранским морем. Кроз Вишеград је до 1970. године пролазила ускотрачна пруга Београд — Сарајево. У туристичке сврхе, половином 2010. године, дио ове пруге, који пролази кроз Шарган — чувена „Шарганска осмица“ у Србији је обновљена до Вишеграда.
Највећи врх на подручју општине је Велики Столац, са надморском висином 1.673 м, на планини Звијезди, док се град Вишеград налази на висини од 299 мнв.

### Природна богатства
Природни ресурси су шуме (око 60% територије) и воде. У шумама су највише заступљени: буква, храст, бијели и црни бор, цер, оморика, граб, смрча. Од вода највеће ријеке су Дрина, Рзав и Лим), као и два акумулациона језера укупне дужине 84 км: Вишеградско језеро и Перућачко језеро, а у Вишеградској Бањи се извор термалне воде, старе око 40.000 година.
На простору општине постоје значајна потенцијална налазишта кречњака, мангана, никла, гвожђа, магнезита и азбеста.

## Насељена мјеста
Подручје општине Вишеград чине насељена мјеста:
Адровићи, *Ајдановићи, Ајдиновићи*, Бабин Поток, Бан Поље, Баримо, Батковица, Баткушићи, Бијела, Биљези, Бистриводе, Бјеговићи, Бјељајци, Блаце, Блаж, Бодежник, Богдашићи, Богилице, Боровац, Брезје, Бродар, Бурсићи, Велетово, Велика Гостиља, Веље Поље, Вељи Луг, Вишеград, Вишеградска Бања, Влаховићи, Воденице, Вучине, Газибаре, Глогова, Горња Брштаница, Горња Јагодина, Горња Лијеска, Горња Црнча, Горње Дубово, Горње Штитарево, Горњи Добрун, Горњи Дубовик, Грање, Гребен, Добрун, Добрунска Ријека, Доња Брштаница, Доња Јагодина, Доња Лијеска, Доња Црнча, Доње Вардиште, Доње Дубово, Доње Штитарево, Доњи Добрун, Доњи Дубовик, Драгомиље, Дрина, Дринско, Дрокан, Дубочица, Душче, Ђипи, Ђуревићи, Жагре, Жлијеб, Загорац, *Заграђе, Закрсница, Заножје, Земљице, Златник, Јабланица*, Јарци*, Јелачићи, Јелашци, Јелићи*, Језернице*, Каберник, Каменица, Капетановићи, Клашник, Клисура, Кочарим, Копито, Коритник, Косово Поље, Крагујевац, Кука, Купусовићи, Курталићи, Кустур Поље, Ласци, Лозница, Мацуте, Мала Гостиља, Мангалин Хан, Масали*, Маџаревићи, Међеђа, Међусеље, Мензиловићи, Меремишље, Милошевићи, Мирловићи, Мраморине, Мушићи, Небоговине, Незуци, Обравње, Околишта, Округла, Омеровићи, Оплаве, Ораховци, Оџак, Палеж, Паочићи, Пијавице, Повјестача, Подгорје, Поздерчићи, Пољанице, Поље, Прелово, Пресјека, Претиша, Присоје, Раонићи, Репушевићи, Ресник, Рзав, Ријека, Родић Брдо, Рохци, Рујишта, Рутеновићи, Сасе, Сендићи, Смрјечје, Станишевац, Столац, Стражбенице, Твртковићи, Тршевине, Тупеши, Турјак, Туста Међ, Ћаћице, Убава, Уништа, Ушће Лима, Фаљеновићи, Хадровићи*, Халуге, Хамзићи, Хан Брдо, Холијаци, Холијачка Лука, *Хртар, Храњевац, Цријеп, Црни Врх, Црнчићи, Ченгићи, Чешаљ, Џанкићи, Шегање, Шип и Шумице.
(На списку Владе Републике Српске се налазе и насељена мјеста: Ајдиновићи, Јабланица, Јарци, Јелићи, Језернице, Масали, Хадровићи)

(На списку општине Вишеград се налазе и насељена мјеста: Адровићи, Ајдановићи, Заграђе, Хртар)
У општини Вишеград постоји седам мјесних заједница:
МЗ Вардиште, МЗ Вишеград-центар, МЗ Горња и Доња Лијеска, МЗ Добрун, МЗ Дринско, МЗ Међеђа, МЗ Прелово.

## Политичко уређење

### Општинска администрација
Начелник општине представља и заступа општину и врши извршну функцију у Вишеграду. Избор начелника се врши у складу са изборним Законом Републике Српске и изборним Законом БиХ. Општинску администрацију, поред начелника, чини и скупштина општине. Институционални центар општине Вишеград је насеље Вишеград, гдје су смјештени сви општински органи.
Начелник општине Вишеград је Младен Ђуревић испред Савеза независних социјалдемократа, који је на ту функцију ступио након локалних избора у Босни и Херцеговини 2016. године. Састав скупштине Општине Вишеград је приказан у табели.

## Становништво
По последњем службеном попису становништва из 1991. године, општина Вишеград је имала 21.199 становника, распоређених у 163 насељена места.

## Национални састав
|             | 2013.           | 1991.            | 1981.            | 1971.            |
| Укупно      | 10 668 (100,0%) | 21 199 (100,0%)  | 23 201 (100,0%)  | 25 389 (100,0%)  |
| Срби        | 9 338 (87,53%)  | 6 743 (31,81%)   | 7 648 (32,96%)   | 9 225 (36,33%)   |
| Бошњаци     | 1 043 (9,777%)  | 13 471 (63,55%)1 | 14 397 (62,05%)1 | 15 752 (62,04%)1 |
| Непознато   | 180 (1,687%)    | –                | –                | –                |
| Хрвати      | 33 (0,309%)     | 32 (0,151%)      | 60 (0,259%)      | 68 (0,268%)      |
| Неизјашњени | 20 (0,187%)     | –                | –                | –                |
| Остали      | 16 (0,150%)     | 634 (2,991%)     | 127 (0,547%)     | 77 (0,303%)      |
| Муслимани   | 13 (0,122%)     | –                | –                | –                |
| Југословени | 7 (0,066%)      | 319 (1,505%)     | 858 (3,698%)     | 141 (0,555%)     |
| Босанци     | 6 (0,056%)      | –                | –                | –                |
| Црногорци   | 5 (0,047%)      | –                | 86 (0,371%)      | 106 (0,418%)     |
| Роми        | 2 (0,019%)      | –                | –                | –                |
| Православци | 2 (0,019%)      | –                | –                | –                |
| Македонци   | 1 (0,009%)      | –                | 6 (0,026%)       | 3 (0,012%)       |
| Словенци    | 1 (0,009%)      | –                | 4 (0,017%)       | 2 (0,008%)       |
| Украјинци   | 1 (0,009%)      | –                | –                | –                |
| Албанци     | –               | –                | 15 (0,065%)      | 15 (0,059%)      |

1. 1 На пописима од 1971. до 1991. Бошњаци су пописивани углавном као Муслимани.

## Знаменити Вишеграђани
- Иво Андрић, српски и југословенски књижевник и дипломата. Одрастао у Вишеграду.
- Василије Веиновић, епископ милешевски.
- Мехмед Баждаревић, југословенски и босанскохерцеговачки фудбалер и тренер.
- Драгиша Масал, генерал-потпуковник ВРС.
- Вишња Мосић, хероина Првог светског рата и чланица Младе Босне.
- Љубомир Павићевић Фис, српски дизајнер.
- Слободан Пухалац, српски политичар и министар привреде, енергетике и развоја Републике Српске.
- Саша Станишић, немачки писац.